# Camera dei rappresentanti (Belgio)
La Camera dei rappresentanti (in olandese: Kamer van Volksvertegenwoordigers, in francese: Chambre des Représentants, in tedesco: Abgeordnetenkammer) è una delle due camere del Parlamento federale bicamerale del Belgio; l'altra camera è il Senato. Essa è considerata la camera bassa del Parlamento Federale.

## Membri ed elezione
L'articolo 62 della Costituzione del Belgio fissa il numero dei seggi della Camera dei rappresentanti a 150. Vi sono 11 distretti elettorali, che corrispondono alle province, ad eccetto del Brabante Fiammingo, che è diviso in due distretti elettorali: Bruxelles-Halle-Vilvoorde e Leuven. Il numero dei seggi per ogni distretto elettorale è proporzionale alla popolazione; tutti i distretti hanno una soglia elettorale del 5%, ad eccetto di Bruxelles-Halle-Vilvoorde, Leuven e del Brabante Vallone. La corte costituzionale ha annullato la soglia elettorale in quelle circoscrizioni a seguito di una proposta da parte dei Cristiano-Democratici e Fiamminghi, di Nuova Alleanza Fiamminga e di Interesse Fiammingo.
Vi sono 10 circoscrizioni elettorali monolingue (5 olandesi e 5 francesi). Bruxelles-Halle-Vilvoorde è l'unica circoscrizione bilingue, dato che comprende sia le 19 municipalità bilingui della Regione di Bruxelles-Capitale sia le 35 municipalità di lingua olandese di Halle-Vilvoorde nel Brabante Fiammingo, oltre a 7 municipalità con facilitazioni linguistiche per gli abitanti di lingua francese.
I seggi sono assegnati ai partiti politici secondo il metodo D'Hondt a rappresentanza proporzionale, che favorisce leggermente i partiti maggiori e le coalizioni.
I rappresentanti sono divisi nei cosiddetti "gruppi linguistici"; attualmente, su un totale di 150 deputati, 88 fanno parte del gruppo di lingua olandese, che consiste nei rappresentanti provenienti dall'area di lingua olandese, mentre 62 fanno parte del gruppo di lingua francese, che sono i deputati eletti nelle aree di lingua francese e tedesca. Per quanto riguarda i rappresentanti di Bruxelles-Halle-Vilvoorde, il gruppo di cui fanno parte è determinato dalla lingua in cui tengono il giuramento come rappresentanti. A seguito delle elezioni parlamentari del 2007, la Camera ha per la prima volta dal 1999 un membro di lingua tedesca, Kattrin Jadin.
La Costituzione conferisce tuttavia eguali poteri in Parlamento alle comunità linguistiche; anche se le leggi possono essere approvate senza la maggioranza in entrambi i gruppi linguistici, le leggi che riguardano argomenti specifici (le cosiddette "leggi di comunità") necessitano del consenso di entrambi i gruppi linguistici.
La tabella seguente mostra l'attuale distribuzione dei seggi tra i gruppi linguistici e le circoscrizioni elettorali. Sarà destinata a cambiare, dato che Brussels-Halle-Vilvoorde e Leuven saranno redistribuite tra Bruxelles e il Brabante Fiammingo. Questo cambiamento è ancora fortemente osteggiato in Vallonia, ma è un passaggio obbligato, secondo quanto affermato dalla Corte Costituzionale, in quanto l'attuale situazione è stata dichiarata incostituzionale già nel 2002.
| Gruppo linguistico olandese | Gruppo linguistico olandese | Gruppo linguistico francese | Gruppo linguistico francese |
| Circoscrizione elettorale   | Seggi                       | Circoscrizione elettorale   | Seggi                       |
| --------------------------- | --------------------------- | --------------------------- | --------------------------- |
| Bruxelles-Halle-Vilvoorde   | 9                           | Bruxelles-Halle-Vilvoorde   | 13                          |
| Anversa                     | 24                          | Hainaut                     | 19                          |
| Fiandre Orientali           | 20                          | Liegi                       | 15                          |
| Lovanio                     | 7                           | Lussemburgo                 | 4                           |
| Limburgo                    | 12                          | Namur                       | 6                           |
| Fiandre Occidentali         | 16                          | Brabante Vallone            | 5                           |
| Totale                      | 88                          | Totale                      | 62                          |

## Candidature

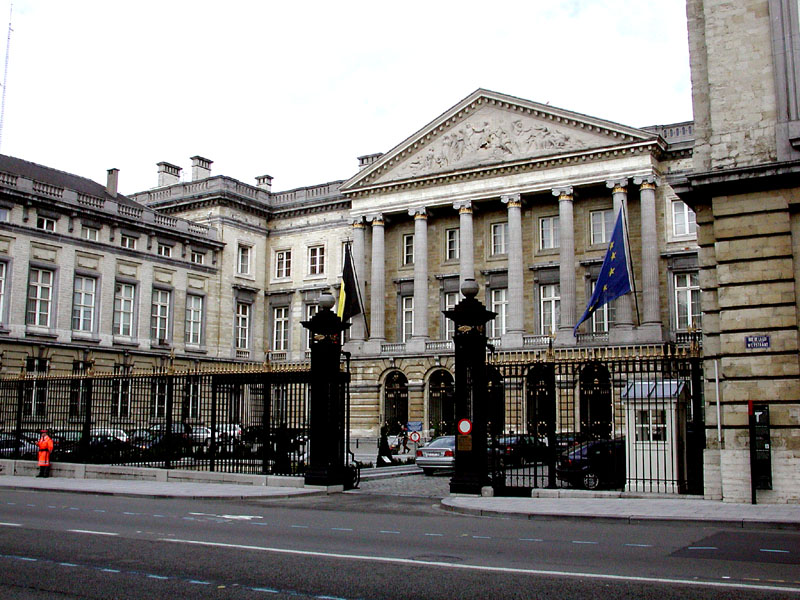
Palazzo della Nazione a Bruxelles, sede della Camera e del Senato.

L'articolo 64 della Costituzione pone quattro limiti per la candidatura: avere almeno 21 anni, possedere la nazionalità belga, godere di pieni diritti civili e politici, ed essere residenti in Belgio. Un deputato può entrare in carica solo dopo aver prestato giuramento in una delle tre lingue ufficiali del Belgio: olandese, francese e tedesco; si può anche scegliere di tenere il giuramento in più di una lingua. Il giuramento recita: "Giuro di osservare la Costituzione" (olandese: Ik zweer de Grondwet na te leven, francese: Je jure d'observer la Constitution, tedesco: Ich schwöre, die Verfassung zu befolgen)
Alcune cariche sono incompatibili con la funzione di deputato. I membri dei parlamenti regionali o delle comunità che prestano giuramento come deputati cessano immediatamente la loro funzione all'interno dei parlamenti regionali o nelle comunità, secondo il codice elettorale belga. Le stesse regole sono spplicate quando un deputato presta giuramento come deputato regionale. Un membro della Camera dei rappresentanti non può anche essere membro del Senato nello stesso tempo, e i senatori che desiderano far parte della Camera devono dimettersi al Senato.
Un'altra importante incompatibilità è basata sulla separazione dei poteri; un rappresentante nominato come ministro, cessa di occupare un seggio alla Camera dei rappresentanti ed è sostituito finché detiene la carica di ministro; se egli rinuncia però alla carica di ministro, può continuare a operare come deputato secondo l'articolo 50 della Costituzione. Un rappresentante non può essere un funzionario statale o un giudice; tuttavia, un funzionario eletto alla Camera può esercitare il potere politico e non deve dimettersi da funzionario. Non è possibile neanche essere membro del parlamento belga e contemporaneamente di quello europeo.
La Camera dei rappresentanti non controlla sistematicamente nessuna di queste incompatibilità; sono i neoleletti che vengono informati sulle principali incompatibilità all'inizio del mandato, e sta a loro verificare se si trovano in una posizione che non permette la detenzione di più cariche. Sta poi eventualmente a loro decidere quale delle cariche abbandonare.

## Presidente
La Camera elegge un presidente all'inizio di ogni sessione parlamentare, che ha inizio ogni secondo martedì di ottobre ogni anno. Il presidente è assistito da cinque vicepresidenti, due dei quali sono conosciuti rispettivamente come primo vicepresidente e secondo vicepresidente, eletti all'inizio di ogni sessione parlamentare. Il presidente è tipicamente un membro di uno dei partiti che formano la coalizione di governo; solo tre volte nella storia si è avuto un Presidente membro dell'opposizione. Il primo vicepresidente è solitamente membro dell'altro gruppo linguistico rispetto a quello del presidente.
Il presidente presiede l'assemblea plenaria della Camera dei rappresentanti, guida e controlla i dibattiti ed è responsabile del funzionamento democratico della Camera, del mantenimento dell'ordine e della sicurezza e del perseguimento delle regole della Camera. A questo fine, egli detiene considerevoli poteri. Egli rappresenta anche la Camera sia a livello nazionale che internazionale; il presidente è colui che decide sull'ammissibilità di leggi e proposte.
Il presidente della Camera, insieme al presidente del Senato, rappresentano la seconda e la terza carica dello Stato, dopo il re del Belgio. Il più anziano tra i due è il secondo nell'ordine delle cariche. Essi sono seguiti nell'ordine dal primo ministro.
L'Ufficio della Camera dei rappresentanti è composto dal presidente, dai vicepresidenti, i segretari e i capigruppo dei gruppi politici con almeno cinque deputati. I gruppi che contano almeno 12 membri e che non hanno nessun presidente, vicepresidente o segretario che fa parte dell'Ufficio, possono nominare un membro in più. L'Ufficio è eletto per la durata della sessione parlamentare, ma in pratica la sua composizione rimane la stessa per tutta la durata della legislatura, cioè quattro anni a meno che il parlamento federale non venga sciolto prima. L'Ufficio è responsabile per la gestione della Camera dei rappresentanti e nomina e revoca il personale della Camera. Solitamente, l'Ufficio si riunisce una volta ogni tre mesi.
Esiste anche una Conferenza dei presidenti, che è uno dei corpi più importanti della Camera. Esso è composto dal presidente e dai vicepresidenti, oltre che dagli ex presidenti della Camera che sono ancora deputati; si aggiungono anche i capigruppo dei partiti rappresentati. Un membro del governo federale, responsabile per le relazioni con il parlamento, partecipa agli incontri della conferenza, che si riunisce ogni settimana per discutere gli impegni quotidiani e il lavoro della Camera.
La Camera, come il Senato, possiede un collegio dei questori, che consiste in cinque rappresentanti eletti dall'assemblea plenaria per un mandato di due anni. I questori sono responsabili della gestione della Camera dei rappresentanti, incluse le risorse umane e tecnologiche. I collegi dei questori del Senato e della Camera si riuniscono regolarmente per discutere i problemi comuni concernenti la biblioteca, gli edifici, la sicurezza, il catering ecc.

## Procedure
Come il Senato, la Camera dei rappresentanti si riunisce nel Palazzo della Nazione a Bruxelles. L'emiciclo della Camera è decorato di verde, mentre quello del Senato di rosso. Questi colori furono ispirati da quelli utilizzati per la Camera dei comuni e per la Camera dei lord del Parlamento del Regno Unito.
La Costituzione prevede che il Parlamento federale del Belgio si riunisca di diritto il secondo martedì di ottobre ogni anno, per una sessione parlamentare di almeno 40 giorni. Ciò significa che la sessione parlamentare viene inaugurata automaticamente, anche senza l'assenso del re del Belgio. La Costituzione prevede anche che il Senato non si possa riunire quando la camera non è riunita; anche se la carta costituzionale prevede che il Parlamento Federale debba far durare la sessione per almeno 40 giorni, in pratica esso rimane in carica per tutto l'anno. Di principio, una sessione ordinaria dura dal secondo martedì di ottobre fino al giorno prima del secondo martedì di ottobre dell'anno successivo; di solito, invece, il Parlamento federale cessa di operare tre volte l'anno, cioè per le vacanze di Natale, per quelle di Pasqua e nel periodo estivo dal 20 luglio fino alla fine di settembre. Nel caso in cui il Parlamento Federale venga sciolto e vengano quindi indette nuove elezioni prima del termine della sessione, la Camera neoeletta si riunisce in sessione straordinaria fino all'inizio della successiva sessione ordinaria.
I comitati della Camera si riuniscono di solito di martedì e mercoledì; il mercoledì, si riunisce la conferenza dei presidenti per stabilire l'agenda della sessione plenaria. La mattina del giovedì, si riuniscono i gruppi parlamentari, e la Camera si riunisce in sessione plenaria solitamente il giovedì pomeriggio. Ogni due settimane, si riunisce anche in sessione plenaria il mercoledì. Ogni giovedì, tra le 14 e le 15, si tiene il question time; solitamente, il venerdì non si tengono attività parlamentari.
L'articolo 53 della Costituzione prevede che per prendere una decisione, debba essere presente almeno la maggioranza dei deputati; bisogna però notare che questo non si applica a tutte le attività della Camera, come i dibattiti o le interrogazioni ai membri del governo federale: il quorum è necessario solo per le votazioni. Se non sono presenti almeno la metà dei deputati (il 50% più uno), la decisione non è valida. Se la votazione è in parità, il Presidente non può votare, e la proposta viene rigettata. La procedura espressa nell'articolo 53 si applica a quasi tutte le decisioni, ma vengono stabilite comunque due eccezioni: per modificare la Costituzione, devono essere presenti almeno i due terzi dei deputati e le votazioni favorevoli devono essere almeno i due terzi; per adottare invece la cosiddetta legge speciale, deve essere presente la maggioranza del 50% più uno di ogni gruppo linguistico, e almeno il 50% più uno dei voti di ogni gruppo linguistico deve essere affermativo, così come devono essere affermativi anche i due terzi dei voti dei due gruppi messi insieme.
La Camera può votare in tre modi; il primo, è quello dell'appello: nel passato i nomi dei deputati erano letti in ordine alfabetico, ed ogni membro doveva annunciare il proprio voto. Dal 1995, però, il voto per chiamata è effettuato elettronicamente. Il voto per chiamata è il metodo usato più frequentemente ed è obbligatorio in tre casi: al termine dei dibattiti su dichiarazioni del governo, al momento di un voto su una legge, e quando richiesto da almeno otto deputati. Il secondo metodo è quello in cui la Camera può votare stando in piedi oppure seduta; questo metodo è utilizzato nei casi meno importanti, dato che richiede un'operazione rapida, ed è usato nei casi in cui vi sia una forte maggioranza. Nel caso di dubbio, il voto viene ripetuto o si svolge con l'ausilio elettronico. Questa modalità di voto è anonima, ed è utilizzata per i voti sugli emendamenti e sui singoli articoli di una legge. Infine, la Camera può utilizzare il voto segreto: di principio, i voti sono pubblici e mai secretati. Solo i voti riguardo alle nomine effettuate dalla Camera si tengono per voto segreto.

## Comitati
La Camera utilizza i comitati per vari scopi; esistono diversi comitati permanenti, ognuno dei quali è responsabile di una particolare area della politica di governo (ad esempio la giustizia o gli affari sociali). Questi comitati esaminano e considerano le leggi e le proposte di legge, e possono tenere audizioni a questo scopo. Ogni comitato conta 17 deputati, e i membri sono nominati secondo il sistema proporzionale. I presidenti dei comitati sono divisi tra i vari partiti secondo lo stesso principio di rappresentanza proporzionale, pertanto alcuni comitati sono presieduti da membri dell'opposizione.

### Comitati permanenti
- Difesa
- Affari sociali
- Giustizia
- Affari esteri
- Revisione della Costituzione e Riforme delle Istituzioni
- Affari commerciali ed economici
- Affari interni e Pubblica Amministrazione
- Economia, scienze politiche, istruzione, istituzioni scientifiche e culturali nazionali, ceto medio e agricoltura
- Finanze e budget
- Infrastrutture, comunicazioni e imprese pubbliche
- Salute, ambiente e riforme sociali

## Funzione legislativa
A partire dalle elezioni del 21 maggio 1995, vi è stato un abbattimento dei poteri tra Camera dei rappresentanti e Senato, che ha portato quest'ultimo ad avere meno competenze rispetto alla Camera. Prima del 1995, le due Camere svolgevano gli stessi compiti ed avevano pari poteri: ciò significava che entrambi i rami del Parlamento dovevano approvare esattamente la stessa versione di una legge.
In alcuni campi, la Camera e il Senato hanno gli stessi poteri, il che significa che entrambe le camere devono approvare esattamente la stessa versione di una legge. Tra queste eventualità, vi sono quelle di revisioni della Costituzione, leggi che richiedono la maggioranza qualificata (le cosiddette "leggi di comunità"), leggi sull'architettura dello Stato, leggi che approvano accordi di cooperazione tra lo Stato federale, le comunità e le regioni, leggi sull'approvazione dei trattati internazionali e leggi sull'organizzazione del sistema giudiziario, il Consiglio di Stato e la Corte Costituzionale. Le leggi concernenti i trattati internazionali sono tuttavia passate al Senato solo dopo un primo esame da parte della Camera.
Per quasi tutto il resto della legislazione, la Camera ha la precedenza sul Senato, che può tuttavia intervenire come camera di considerazione e riflessione in quanto ha l'opportunità di esaminare i testi della Camera (in specifici limiti di tempo) e, se vi sono ragioni per farlo, di modificarli. La Camera può di conseguenza adottare o rifiutare gli emendamenti proposti dal Senato oppure fare nuove proposte. Quando si presenta il caso, la Camera ha l'ultima parola riguardo a tutta la "legislazione ordinaria". Il Senato può anche proporre alla Camera una legge che esso stesso abbia approvato e la camera bassa può approvarla, rifiutarla o modificarla: anche in questo caso è la Camera ad avere l'ultima parola.
Vi sono anche certe materie in cui è responsabile solo la Camera dei rappresentanti, tra cui il conferimento della naturalizzazione, l'approvazione di leggi riferentisi ai crimini commessi dai ministri del Governo federale, l'approvazione del bilancio e i conti statali, la nomina dell'ombudsman parlamentare e l'esame delle sue attività, oltre che la determinazione delle quote militari.

## Relazioni con il Governo
I membri del Governo federale possono essere interrogati dalla Camera dei rappresentanti, secondo l'articolo 101 della Costituzione. Quando entra in carica, il governo deve avere la fiducia della maggioranza dei Rappresentanti; la Camera è anche responsabile in via esclusiva del controllo sul governo federale. La fiducia al governo può essere revocata dalla Camera in ogni momento, tramite l'adozione di una mozione di sfiducia o tramite il rifiuto di una mozione di fiducia.